# Relazioni bilaterali tra Australia e Ucraina
Le relazioni bilaterali tra Australia e Ucraina sono le relazioni culturali e politiche tra Australia e Ucraina.